# The Millionaire Calculator

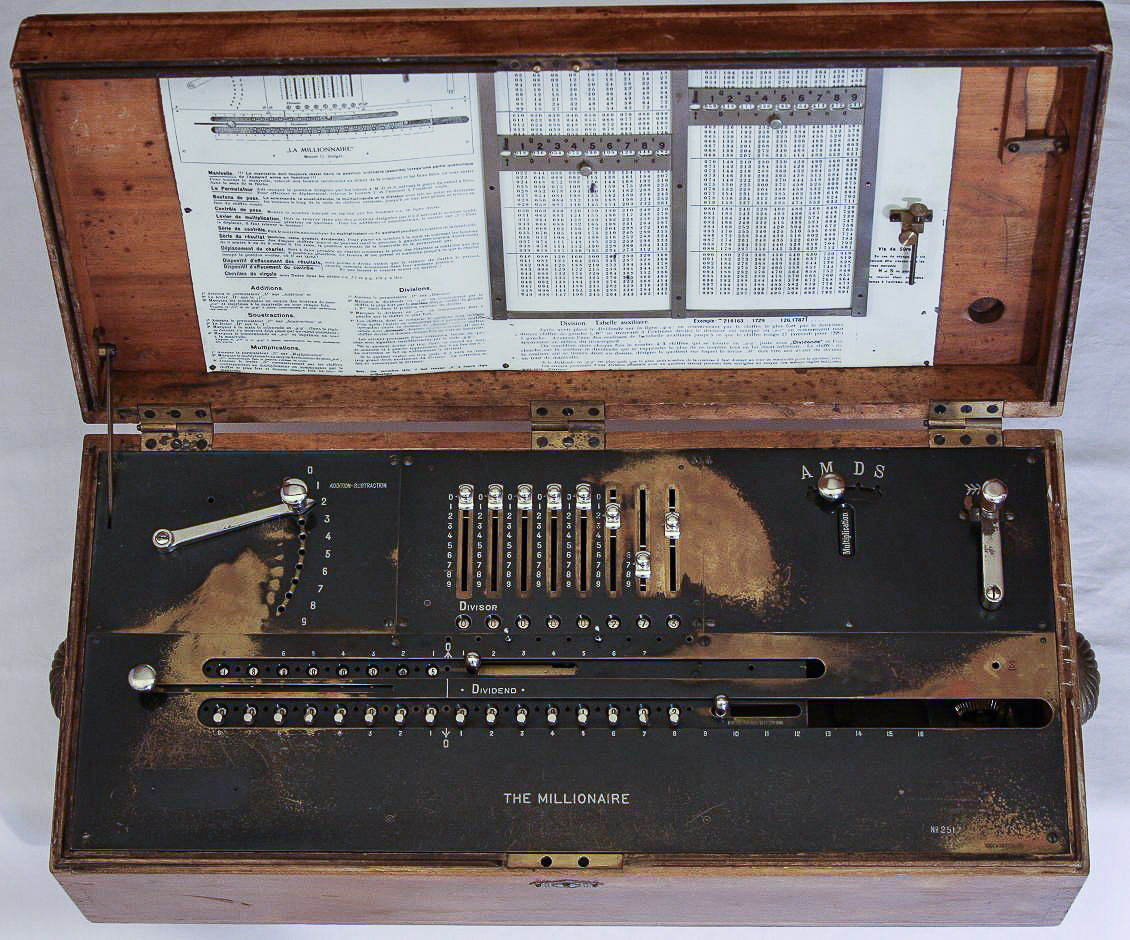
The Millionaire Calculator gebouwd door Egli rond 1910

De The Millionaire Calculator was de eerste commercieel succesvolle mechanische rekenmachine die een directe vermenigvuldiging kon uitvoeren. Het was in productie van 1893 tot 1935 met een totaal van ongeveer vijfduizend machines.

## Geschiedenis
Het principe van een rekenmachine met progressieve transmissie van tientallen werd uitgevonden door Chebyshev en gedemonstreerd op de Wereldtentoonstelling van 1878 in Parijs. In 1881 demonstreerde Chebyshev een model van een rekenmachine met automatische vermenigvuldiging, maar nam er geen patent op.
In 1834 vond Luigi Torchi uit Milaan een directe vermenigvuldigingsmachine uit. De eerste gepatenteerde vermenigvuldigingsmachines zijn toe te schrijven aan respectievelijk Edmund Barbour (1872), Ramón Verea (1878) en Léon Bollée (1889). Vooral de rekenmachine van Bollee kan worden beschouwd als de directe voorouder van de Millionaire.
Ontworpen door Otto Steiger (1858-1923), een Zwitsers ingenieur, de Millionaire is voorzien van een beweegbare wagen met een 20-decimale cijferige accumulator die het product na vermenigvuldiging weergeeft en waarop het te delen getal voorafgaand aan een deling ingevoerd kan worden. De 10-cijferige vermenigvuldiger of deler wordt ingevoerd op de schuifbalk (of toetsenbord bij latere modellen) boven de wagen, terwijl opeenvolgende cijfers van de vermenigvuldiger of deler wordt ingevoerd met de drukknophefboom in de linker bovenhoek. Met een grote bedieningsknop aan de rechter bovenzijde kan de rekenkundige bewerking ingesteld worden: optellen, vermenigvuldigen, delen of aftrekken.
De Millionaire werd voor het eerst in 1892 gepatenteerd in Duitsland. Patenten werden in 1893 uitgegeven in Frankrijk, Zwitserland, Canada en de Verenigde Staten; de productie begon in 1893. Van 1899 tot 1935 fabriceerde de Hans Egli Company uit Zürich de rekenmachine. Gedurende deze lange periode werden zo'n 4.655 "Millionaire"-machines verkocht.
De Millionaire werd geadventeerd als zijnde de "enige rekenmachine op de markt ... die maar één handeling van de kruk vereist ... voor elk cijfer in de vermenigvuldiging of het quitiënt", waardoor het de snelste rekenmachine is die beschikbaar is. Advertenties vanaf 1913 beweren dat de Amerikaanse regering meer dan honderd Millionaire Calculators had aangeschaft.

## Competitie
Alle mechanische rekenmachines die voorafgaand aan de Millionaire werden verkocht, zoals de arithmometer, de Odhner arithmometer of de comptometer, waren eenvoudige sommatiemachines; een vermenigvuldiging werd uitgevoerd door het herhaald optellen door de bedienaar. In 1889 bedacht Leon Bollée in Frankrijk een machine die met een enkele handeling een getal kon vermenigvuldigen met een vermenigvuldingsgetal. Dit werd bewerkstelligd door een mechanische representatie van een vermenigvuldigingstabel die door de machine kon worden gelezen en gebruikt. De fabricagekosten van Bollee's machine waren echter zo hoog dat de productie reeds na enkele machines werd gestaakt. De The Millionaire werd gebouwd met dezelfde methode van direct vermenigvulding in gedachten.
In de eerste decades van de twintigste eeuw werden twee andere machines met directe multiplicatie gebouwd: de Moon-Hopkins en de Kurt-US. Deze twee bedrijven werden overgenomen door Burroughs en Brunsviga. Deze rekenmachines vervulde een andere rol dan de The Millionaire. Het waren boekhoudmachines met afdrukmogelijkheden, die echter te log waren om delingen en complexe berekeningen uit te voeren.
De Millionaire daarentegen was geschikter voor het uitvoeren van technische berekeningen. Zo werd de The Millionaire Calculator door Hendrik Lorentz gebruikt om de complexe waterstromingen te berekenen die na de totstandkoming van de afsluitdijk zouden kunnen optreden. Deze machine is te bezichtigen in het Rijksmuseum Boerhaave te Leiden.